# Ex convento delle Clarisse (La Spezia)
Il  Monastero delle Clarisse è un edificio situato sull'altura del Poggio, poco al di sotto del castello di San Giorgio, nel centro storico della Spezia.

Ampiamente distrutto dai bombardamenti del 1943, nei suoi secoli di storia l'edificio del convento è stato anche utilizzato come lazzaretto, manicomio, ospedale, scuola e museo civico.

## Storia
La costruzione della struttura monastica femminile ebbe inizio il 21 settembre 1593, con il permesso della Repubblica e finanziata con la vendita delle ziffre , e andò ad affiancare i quattro monasteri maschili all’epoca già esistenti. 
Tuttavia durante i lavori,  nel 1616, venne sollevata la questione dell’opportunità di alloggiare delle monache tra due strutture abitate da soli uomini (il castello San Giorgio e il convento degli Agostiniani), proponendo invece di sistemarle nell’oratorio di San Carlo, posto nell’omonima via (oggi Via Sapri), dove allora si estendeva il lato meridionale delle mura cittadine: in realtà la questione era stata sollevata unicamente come pretesto poiché al Poggio si voleva trasferire l’ospedale di Sant’Andrea, posto dagli inizi del XV secolo in uno stabile di via Biassa. 
Ma i numerosi progetti presentati decaddero e, nel 1648, le monache di Santa Chiara poterono stabilirsi nella struttura e rimanervi per centocinqunt'anni, durante i quali ampliarono l'edificio realizzando la chiesa di Santa Cecilia a sud ed altre due ali ad est e ad ovest: i tre corpi di fabbrica aggiunti al nucleo originario vennero così a formare un chiostro chiuso su tre lati ed aperto a nord, verso monte. L'accessibilità al complesso era garantita da un percorso che collegava la via del Poggio con la salita al castello. 
La soppressione degli ordini religiosi, giunta con l'arrivo in Italia di Napoleone Bonaparte nel 1797 portò anche alla confisca dei beni a favore dello Stato. Le monache vennero trasferite nel monastero di Albaro.
Il convento venne destinato a scuola pubblica, ospitando tra i vari istituti le classi del neo-istituito Liceo Classico "Lorenzo Costa", e tale rimase fino al 1880, quando divenne sede distaccata dell'Ospedale Sant'Andrea . 

Nel 1884, durante l'epidemia di colera che colpì la città, l'edificio ospitò gli ammalati, prendendo il nome di “Lazzaretto”. 

All'inizio del Novecento venne ribattezzato “Ospizio di Mendicità”, fungendo da ricovero per poveri ed anziani.
La costruzione, tra il 1917 e il 1925, di via XX Settembre comportò la demolizione di una parte dell'ala sud e l’innalzamento del piano di campagna prospiciente il capannone, utilizzato in seguito come magazzino seminterrato. 
Poco prima dello scoppio della Seconda Guerra Mondiale, l'edificio mutò ancora destinazione d'uso e fu ristrutturato per divenire sede del Museo Civico: i locali ospitarono la collezione archeologica, ma con le bombe che nel 1943 distrussero quasi completamente il complesso, venne seppellita gran parte dei reperti archeologici. 
Nel dopoguerra l'area dove sorgeva l'ex convento venne a lungo dimenticata. 

Il 29 gennaio 2025 il sindaco della Spezia Pierluigi Peracchini ha inaugurato il nuovo Parco delle Clarisse, comprendente i ruderi del Convento e della Chiesa di Santa Cecilia, recuperati all'interno del progetto Spezia Forte.

## Architettura
L’edificio originale comprendeva una chiesa a tre navate la cui facciata era preceduta da un quadriportico. 

Sul lato destro sorgeva un campanile dotato di una cupola emisferica. 
Alla chiesa, dedicata a Santa Cecilia, si collegavano vari locali posti dietro l’abside mentre il  chiostro si articolava su tre bracci e su due piani (il secondo piano era stato innalzato nel XVII secolo).
I tre nuclei principali del fabbricato sorgevano su tre diversi livelli del terreno. In basso, a sinistra dell’entrata della chiesa, si trovava il braccio denominato capannone. Poi la chiesa, che occupava il livello intermedio, ed infine il cortile interno che si trovava alla quota maggiore; al piano superiore rimanevano due sale.